# Jeu du combat des animaux
Le jeu du combat des animaux, parfois également surnommé Jeu de la jungle, Safari des échecs ou par son nom chinois, Dou shou qi voire par erreur Xou dou qi (chinois simplifié : 斗兽棋 ; chinois traditionnel : 鬥獸棋 ; pinyin : Dòushòu qí ; litt. « échiquier du combat des animaux », Shanghaien : Toehsoehdji) est un jeu de stratégie combinatoire abstrait d'origine chinoise se jouant à deux joueurs.

## But du jeu
Le but du jeu est de poser une pièce sur la case tanière ennemie, ou de capturer toutes les pièces ennemies.

## Pièces
Ce jeu se joue avec 8 pièces par joueur qui sont placées sur les carreaux. Les 2 camps sont le blanc (ou le rouge) et le noir (ou le bleu).
Chaque camp dispose de huit pièces, chacune représentant un animal différent. Chaque animal a un rang différent, et chaque pièce peut capturer une pièce adverse de rang égal ou inférieur. Cependant un rat peut capturer un éléphant. Les rangs des différents animaux, du plus fort au plus faible, sont les suivants :
| Rang | Pièce           | Nom chinois (pinyin) |
| ---- | --------------- | -------------------- |
| 8    | Éléphant        | 象 (xiàng)           |
| 7    | Lion            | 獅 (shī)             |
| 6    | Tigre           | 虎 (hû)              |
| 5    | Léopard         | 豹 (bào)             |
| 4    | Loup            | 狼(lâng)             |
| 3    | Chien           | 狗 (gôu)             |
| 2    | Chat            | 貓 (māo)             |
| 1    | Rat (ou Souris) | 鼠 (shǔ)             |

## Plateau
Le plateau de jeu est constitué de soixante-trois cases (sept colonnes et neuf lignes).
Certaines cases sont spéciales : la tanière, située au milieu de la première ligne, les pièges, situés devant et de chaque côté de la tanière, et deux zones d'eau rectangulaires (2x3) appelées rivières, situées au milieu du plateau.
Ces cases spéciales, ainsi que les cases de départ des différentes pièces, sont signalées comme telles par une inscription en chinois.
|  |  |
|  |  |
|  |  |

## Déplacements
Les joueurs alternent les déplacements et c'est le blanc qui commence. Pendant un tour de jeu, un joueur doit déplacer une pièce. Chaque pièce se déplace d'une case horizontalement ou verticalement (pas en diagonale).
Il y a des règles spéciales concernant les cases d'eau :
- Le rat est le seul animal qui est autorisé à aller dans les cases d'eau. Toutefois, certains joueurs préfèrent que le chien soit également autorisé à aller sur ces cases, permettant ainsi plus facilement la capture des rats de l'opposant dans les eaux.
- Un rat ne peut pas capturer un éléphant sur terre depuis une case d'eau, mais il est possible de capturer un autre rat de cette manière. Dans la variante où le chien est autorisé à aller dans l'eau, il ne peut pas capturer le rat sur terre depuis une case d'eau.
- Une pièce dans l'eau (rat, et chien dans la variante) ne peut pas être capturée par une pièce sur terre, mais peut l'être par une autre pièce dans l'eau.
- Le lion et le tigre peuvent sauter par-dessus la rivière en déplaçant leur pièce horizontalement ou verticalement d'une case adjacente à la rivière à la case adjacente sur le bord opposé. Ce type de déplacement n'est pas autorisé si un rat (ou un chien), ami ou ennemi, se trouve sur les cases d'eau de la trajectoire.

## Captures
Les animaux capturent les pièces de l'adversaire en les dévorant. Une pièce peut capturer n'importe quelle pièce qui a un rang inférieur ou égal avec les exceptions suivantes :
- Le rat peut capturer l'éléphant. De nombreuses versions publiées du jeu disent que le rat s'enfonce dans l'oreille ou la trompe de l'éléphant et lui dévore le cerveau. Comme précisé plus haut, le rat ne peut pas capturer l'éléphant depuis une case d'eau. Toutefois, un éléphant peut très bien capturer un rat. Les pouvoirs du rat ressemblent donc à ceux de l'espion dans le jeu Stratego.
- Le joueur peut capturer n'importe quelle pièce ennemie dans une des cases pièges du joueur car une fois dedans la valeur de l'animal est de zéro.
- Un animal qui entre dans une case piège adverse à son rang réduit à zéro. Il peut donc être capturé par n'importe quel animal adverse voisin de la case, quel que soit son rang. L'animal piégé retrouve son rang initial quand il sort de la case.

## Variantes
- Comme les chiens sont de bons nageurs, certains joueurs autorisent les chiens à se déplacer dans l'eau.
- L'éléphant ne peut jamais capturer un rat, car celui-ci est capable d'éviter la capture de l'éléphant grâce à sa petite taille.
- Le tigre est plus fort que le lion. La version la plus moderne est que le lion et le tigre sont de puissance égale.
- Dans certaines variantes, le léopard peut sauter par-dessus les cases d'eau horizontalement mais pas verticalement (puisqu'il est moins fort que le lion ou le tigre).
- Dans d'autres variantes, c'est le Tigre qui ne peut sauter les cases d'eau que verticalement.
- Le loup peut être remplacé par un renard, qui est plus faible que le chien.